# Gelis abortivus
Gelis abortivus är en stekelart som först beskrevs av Maximilian Spinola 1851.  Gelis abortivus ingår i släktet Gelis och familjen brokparasitsteklar. Inga underarter finns listade i Catalogue of Life.